# Willandra-Nationalpark
Der Willandra-Nationalpark ist ein Nationalpark im Südwesten des australischen Bundesstaates New South Wales, 582 km westlich von Sydney. Er liegt etwa 60 km westlich von Hillston und 170 km nordwestlich von Griffith.

## Landesnatur und Klima
Der Willandra-Nationalpark wurde 1972 eingerichtet und umfasst eine Fläche von ca. 19.385 Hektar. Er besteht aus 13,85 km² flachen Graslandes, das im Norden von Willandra Creek begrenzt wird, der den Lachlan River mit dem Darling River verbindet.
Das Land um den Nationalpark wird vorwiegend als extensive Weidefläche für Schafe und Rinder genutzt. Die meisten Straßen in diesem Gebiet sind unbefestigt und werden schon bei schwachen Regenfällen rutschig oder gar unpassierbar. Das Klima ist semiarid mit sehr heißen Sommern und kalten Wintern. Der Park liegt am Nordrand der Riverina-Ebene.

## Geschichte
Man nimmt an, dass die Besiedlung des Landes durch Aborigines mindestens 15.000 Jahre zurückliegt. Der Willandra Creek war grob die Grenze zwischen den Siedlungsgebieten des Wiradjuri im Süden und der Wongaibon im Norden.
Die ersten europäischen Siedler kamen in den 1830er-Jahren. Anfangs war die weiße Besiedlung durch Schafzüchter nur dünn und erlaubte den Aborigines die Fortführung ihrer gewohnten Lebensweise. Aber in den 1870er- und Anfang der 1880er-Jahre begannen weitreichende Einzäunungs-, Bau- und Flussregulierungsprogramme als erste Phase der permanenten weißen Besiedlung. 1894 ging Willandra in den Besitz der London Bank of Melbourne über, nachdem das Unternehmensimperium der Whittington Brothers, denen das Land bis dahin gehört hatte, in der Wirtschaftskrise der 1890er-Jahre zusammenbrach. Unter der Verwaltung von Arthur und Frank Laird wurde Willandra in den folgenden Jahren zum bekannten Schafzuchtgebiet und die Besitzer gewannen viele Preise für die hohe Qualität ihrer Merino-Herden.
1912 wurde Willandra an die Vickery Partnership verkauft und erreichte seinen Höhepunkt als Viehzuchtbetrieb in den 1920er- und 1930er-Jahren. Es wurden auf einmal bis zu 90.000 Schafe geschert und die Landfläche des Betriebes erreichte 1760 km². Ein neues Gutshaus (das heute noch steht und als Gästehaus zur Verfügung steht) wurde 1918 hinzugefügt. In den folgenden Jahren kamen weitere Gebäude dazu.  Das Gut wartete mit einem Tennisplatz, einem Croquetplatz und Obstplantagen auf und wurde so – bis heute – eine bemerkenswerte Oase in einer ansonsten trockenen und staubigen Landschaft.
Trotz hoher Wollpreise in den 1950er-Jahren begann der Niedergang Willandras als bekannter Viehzuchtbetrieb, was durch eine lange Dürre nach dem Zweiten Weltkrieg noch verschärft wurde. 1960 kaufte die New Zealand and Australian Land Company Willandra und die Landfläche des Gutes sank auf 721 km². Für eine gewisse Zeit aber kam der Erfolg zurück und der Betrieb beschäftigte bis zu 22 Angestellte.
1969 kaufte die Dalgety Plc. das Gut, versäumte es aber, die Pachtverträge für das Land zu erneuern, als sie 1971 ausliefen. Mit dem Auslaufen der Pachtverträge zog die Regierung von New South Wales die Erlaubnis zur Nutzung des Kronlandes zurück und machte das Gebiet 1972 zum Nationalpark. Daraufhin wurde das Schutzgebiet vom NSW National Parks and Wildlife Service (heute Teil des Department of Environment, Climate Change and Water) verwaltet. In einem größeren Renovierungsprogamm wurden Ende der 1990er-Jahre die Gebäude in ihrer alten Pracht wiederhergestellt und werden heute zum Teil als Gästehäuser genutzt.

## Flora und Fauna
Der Park ist sehr eben mit nur wenigen Erhebungen. Zum größten Teil ist es Grasland mit Bäumen nur entlang der Wasserläufe und um normalerweise ausgetrocknete Seen und Senken. Die vorherrschenden Pflanzengesellschaften sind trockene Eukalyptuswälder und grasreiche, lichte Wälder. Der lichte Wald wird von Eukalyptus (Black Box, Eucalyptus largiflorens) und Akazien (River Cooba, Acacia stenophylla) dominiert. Natürlich vorkommende Baum- und Straucharten, die das Gebiet prägen, sind u. a. der Klebsamen (Pittosporum phylliraeoides), Palisander (Heterodendrum oleifolium), Hakea leucoptera und Senna eremophila.
Vor Beginn der europäischen Besiedlung waren vermutlich Melden, Baumwollbüsche (Maireana aphylla) und einheimische Gräser die üblichste Bedeckung der Ebenen. Über 100 Jahre Viehweide und Verbesserungen für die Schafzucht haben dies aber geändert und die Pflanzen- und Tiergesellschaften zeigen heute nicht mehr die Verhältnisse, wie sie vor der europäischen Besiedlung waren. Dennoch ist Willandra ein wichtiger Lebensraum für viele einheimische Arten, z. B. den Emu, den bedrohten Plainswanderer, rote und graue Kängurus, den Ameisenigel, das Schnabeltier, neun Fledermausarten und 23 Reptilarten, wie den Gould's Sand Goanna und die Mulga Brown Snake.